# Kate Voegele
Kate Elizabeth Voegele  (Bay Village, Ohio, 8 de diciembre de 1986) es una cantante, compositora y actriz estadounidense.
Kate ha atraído el interés de su sello discográfico después del lanzamiento de dos EP: "The Other Side", producido en el  2003 y "Louder Than Words" en 2004. Más tarde, en 2006, firmó un  contrato discográfico con MySpace Records en mayo de 2007, grabó su primer álbum "Don't Look Away". Kate le debe gran parte de su reputación a su participación en la temporada de quinto y sexto de la serie de televisión "One Tree Hill", donde interpreta el papel de Mia Catalano, un musical de varios jóvenes prometedores. El 18 de mayo de 2009, terminando el último episodio de la sexta temporada de "One Tree Hill" lanzó su segundo álbum de estudio "A Fine Mess" lanzado por el sencillo "99 Times".

## Biografía
Voegele nació en el suburbio de Cleveland, Bay Village, Ohio. Comenzó cantando en el coro de la iglesia, a la edad de diez años. Aunque su padre tocaba la guitarra en casa, ella no comenzó a tomarse en serio la música hasta que entró en secundaria. 
Estimulada en unas vacaciones, empezó a escribir canciones, siempre con el asesoramiento musical de su padre, quien también la convenció para grabar alguno de sus temas.
Uno de estos demos llegó a manos de un representante de la Warner Bross, durante un concierto de Michelle Branch y, rápidamente, algunos sellos discográficos comenzaron a mostrar interés en Voegele, especialmente Maverick Records, sello filial de Warner, propiedad de Madonna.
En 2003 lanzó su EP The Other Side, fue lanzado por la cantante de la mano del productor Michael Seifert. Poco después Kate empezó a cantar por distintos eventos en Seattle, numerosas presentaciones en Cleveland y otras organizadas por su sello discográfico. En 2005 lanzó su segundo demo «Louder Than Words» (realizado en 2004) fue producido por Marshall Altman quien produjo también el lanzamiento de su primer álbum.
Finalmente en otoño de 2006, después de graduarse en secundaria, mientras trabajaba en sus nuevas canciones en Los Ángeles, Kate firmó oficialmente por el sello MySpace Records, lanzando su álbum debut Don't Look Away.

## Discografía

### Álbumes de estudio
- 2007: Don't Look Away
- 2009: A Fine Mess
- 2011: Gravity Happens

### Sencillos
- : Angel
- 2008: Only Fooling Myself
- 2008: Hallelujah (UK Single)
- 2008: You Can't Break a Broken Heart
- 2009: Manhattan from the Sky
- 2009: 99 Times

### EP
- 2003: The Other Side
- 2005: Louder Than Words
- 2010: iTunes Session